# Sapèque vietnamienne
Pour les articles homonymes, voir sapèque.
La sapèque (chữ nho : văn, 文),  est une ancienne unité de compte historique du Viêt Nam, dont les premières émissions remontent au Xe siècle. Elle circula jusqu'en 1948, conjointement avec la piastre dont elle était devenue un sous-multiple à partir de 1878.

## Terminologie
Le mot « sapèque » est utilisé par les Occidentaux depuis au moins la fin du XVIIIe siècle. Il qualifie des pièces de monnaie trouées en leur centre et fabriquées selon un système de moule (et non de frappe). En vietnamien, ces pièces sont appelées de façon générique văn tiền (文錢) ou đồng tiền (銅錢), mais leurs multiples font appel à d'autres termes.

## Système monétaire

### Principes

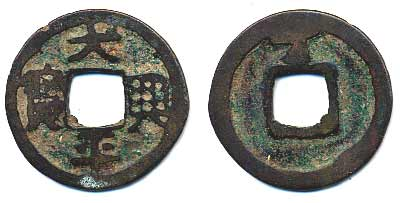
Thái Bình Hưng Bảo, revers et avers, cuivre.

Sous le roi Đinh Bộ Lĩnh régnant sur le Đại Cồ Việt, sont produites les plus anciennes pièces connues à ce jour dans cette région : il s'agit d'une monnaie en bronze trouée en son centre d'une valeur de 1 văn pesant en moyenne 2,5 g. L'avers comporte la mention en caractères chinois traditionnel transcrite ainsi Thái Bình Hưng Bảo (en) (平 太 sur l'axe de lecture du bas vers le haut et 興 寶 sur l'axe de lecture de droite à gauche) ; au revers, au dessus du trou, le caractère 丁  (Đinh) qui identifie la dynastie du prince. Les années de fabrication courent de 970 à 979.
Sous la règne de Trần Thái Tông (1226 à 1258), le đồng en cuivre est la plus petite valeur monétaire. 69 đồng valaient 1 tiền et 10 tiền (錢), valaient 1 quán (貫). Le tiền correspond à un poids d'argent métal de 3 à 4 g en moyenne. Quant au quán, il correspond à des poids plus important en argent voir en or métal, par exemple 10 tiền équivalaient à presque 40 g d'argent soit, selon le système impérial chinois, à 1 tael (ou lạng, en vietnamien). Cette gradation de conversion entre cuivre, argent et or n'est pas si différente, du moins sur le principe, que celle pratiquée au Moyen Âge en Europe à la même époque. 
L'usage perdura longtemps d'enfiler les đồngs sur une ficelle formant ainsi une ligature (ou chapelet) qui pouvait compter jusqu'à 600 unités : elles étaient alors comptabilisées par nombre de colliers. Le même système existe en Chine impériale.
Sous le règne indirecte de Hồ Quý Ly (vers 1393), la monnaie métallique est un temps interdite sous peine de mort, et on imprime du papier monétaire appelé Thông Bảo Hội Sao et valant pour 600 đồng ou 1 mân (緡) : l'émetteur garde en dépôt les ligatures, et le papier est une preuve de garantie faisant office de lettre de change. Ces « billets » sont imprimés sur le modèle du  jiaozi.

### Évolution du système
L'empereur Lê Lợi régnant de 1428 à 1433, décréta que le tiền (錢) vaudrait désormais 50 đồng (銅). Au XVIIIe siècle, le zinc commence à être utilisé dans la fabrication de plus petites valeurs monétaires, le kẽm, qui ne va pas cesser de se dévaluer. Le văn (文) vaut 10 phan (分). L'une des pièces les plus courantes est la 7 phan (七 分) produite sous le règne de Gia Long, qui est l'une des rares pièces à indiquer sa valeur au revers. 

Sous le règne de l'empereur Thành Thái (1889-1907), il fallait 10 kẽm en zinc pour avoir 1 đồng en cuivre, quand il en fallait seulement 3, un siècle et demi plus tôt. En 1883, il fallait des ligatures de 1 000 kẽm pour obtenir au change 1 lạng d'argent soit 7,50 francs français (ou l'équivalent de 37 g d'argent à 900 millièmes). Un observateur français de ce système jugeait à cette époque que : 

« Un autre inconvénient, et des plus graves, consiste dans l'absence totale de monnaies divisionnaires autres que l'incommode sapèque de zinc : il fallait une wagon d'artillerie pour aller échanger 1 000 francs en ligatures de sapèques, puisque l'on n'en avait pas moins du poids d'un tonneau et demi... et au marché, le poulet pesait quelquefois moins que son prix exprimé en sapèques. »

Il n'empêche que ce système fonctionna durant plus de neuf siècles : les dernières sapèques circulaient encore en 1948, puis disparurent au profit du đồng nord-vietnamien et du đồng sud-vietnamien. La population autochtone y resta très attachée, et le pouvoir colonial français eut beaucoup de mal à mettre en place un nouveau système sans tenir compte de la sapèque. Les autorités monétaires françaises firent donc frapper des sapèques à partir de 1878, qui avait une valeur variable située entre 1/200e et 1/600e de la piastre de commerce.